# Paul Perdrizet

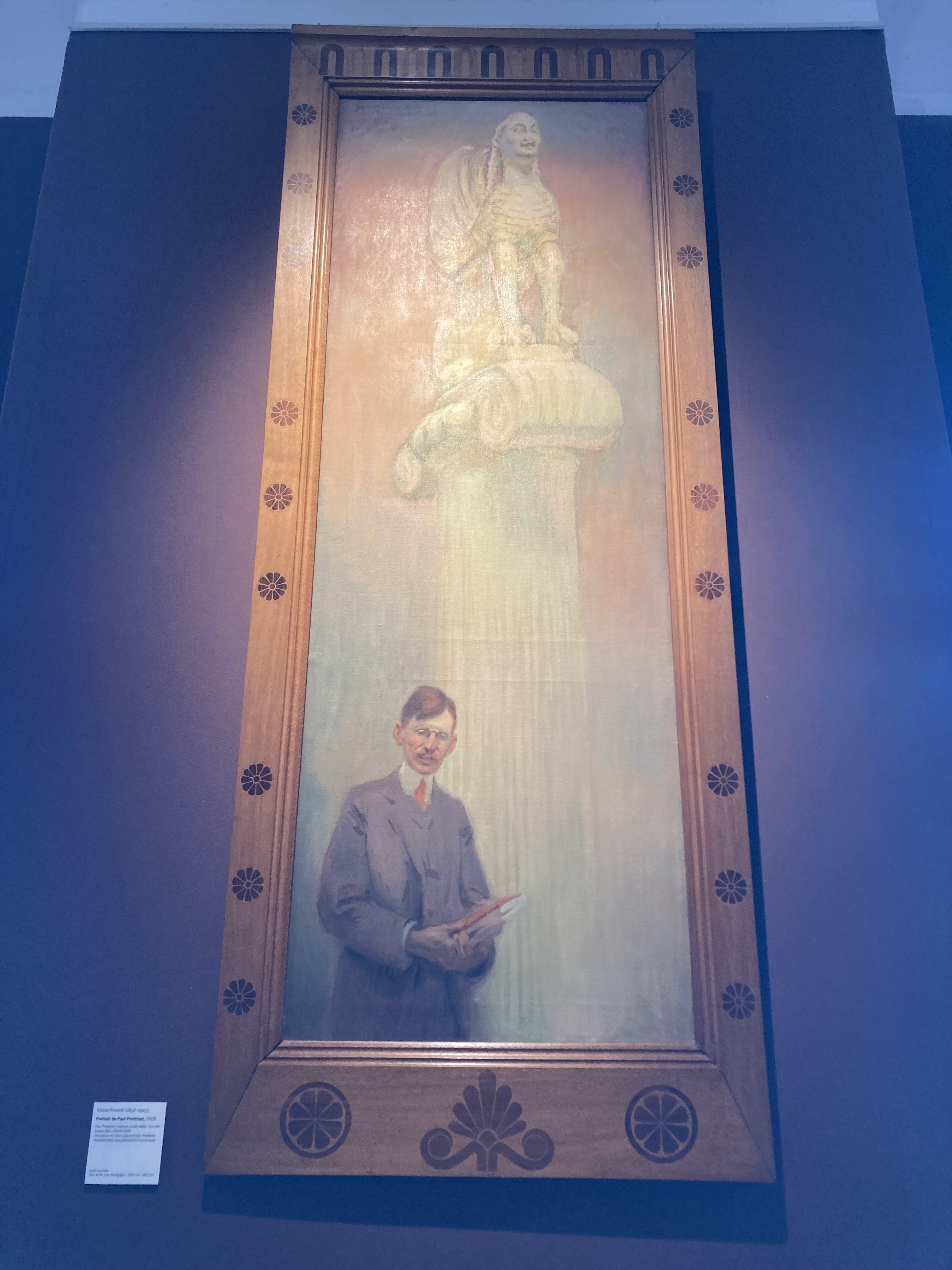
Paul Perdrizet

Paul Perdrizet (* 22. Juli 1870 in Montbéliard; † 4. Juni 1938 in Nancy) war ein französischer Klassischer Archäologe.
Perdrizet studierte seit 1890 an der École normale supérieure. Von 1893 bis 1897 war er Mitglied der École française d’Athènes. Er unternahm zahlreiche Forschungsreisen, so in Makedonien und Kleinasien (1895), in Zypern, Syrien und Kleinarmenien (1896), nach England (1897–98) und erneut in Makedonien (1899–1900). Seit 1900 lehrte er an der Universität Nancy, zunächst Griechisch, seit 1909 war er dort Professor für Klassische Archäologie und Griechisch. Von 1919 bis 1935 lehrte er als Professor für Archäologie an der Universität Straßburg. Seit 1923 war er korrespondierendes, seit 1934 ordentliches Mitglied der Académie des Inscriptions et Belles-Lettres.
1906 heiratete er Lucille Gallé, eine Tochter von Émile Gallé. Gemeinsam mit dessen Witwe Henriette Gallé-Grimm leitete er das berühmte Glaswerk Etablissements Gallé.